# Ludwik Matyja
Ludwik Wojciech Matyja (ur. 22 listopada 1890 w Brzeżanach, zm. po 1 września 1939) – podpułkownik piechoty Wojska Polskiego, działacz niepodległościowy.

## Życiorys
Urodził się 22 listopada 1890 w Brzeżanach. Przez siedem lat uczył się w wojskowej szkole realnej, a przez kolejne trzy lata kształcił w Terezjańskiej Akademii Wojskowej w Wiener Neustadt.
W 1912, po ukończeniu akademii, rozpoczął zawodową służbę wojskową w cesarskiej i królewskiej Armii. Na stopień podporucznika został mianowany ze starszeństwem z 1 września 1912 w korpusie oficerów piechoty i wcielony do Galicyjskiego Pułku Piechoty Nr 56 w Krakowie. W szeregach tego pułku wziął udział w mobilizacji sił zbrojnych Monarchii Austro-Węgierskiej, przeprowadzonej w latach 1912–1913, w związku z wojną na Bałkanach, a następnie walczył na frontach I wojny światowej. Na stopień porucznika został mianowany ze starszeństwem z 1 stycznia 1915 w korpusie oficerów piechoty. W lipcu 1916 dostał się do rosyjskiej niewoli.
23 października 1920 został zatwierdzony z dniem 1 kwietnia 1920, jako oficer byłej 5 Dywizji Strzelców Polskich w stopniu kapitana, w piechocie, w grupie oficerów byłej armii austriacko-węgierskiej. Pełnił wówczas służbę w Syberyjskiej Brygadzie Piechoty. 1 czerwca 1921 pełnił służbę w Dowództwie Okręgu Generalnego Pomorze, a jego oddziałem macierzystym był 66 Pułk Piechoty. 3 maja 1922 został zweryfikowany w stopniu kapitana ze starszeństwem z 1 czerwca 1919 i 163. lokatą w korpusie oficerów piechoty. Od 1923 pełnił służbę w 67 Pułku Piechoty w Brodnicy, początkowo na stanowisku pełniącego obowiązki komendanta kadry batalionu zapasowego w Toruniu, a od następnego roku – komendanta składnicy wojennej. 31 marca 1924 został mianowany majorem ze starszeństwem z 1 lipca 1923 i 62. lokatą w korpusie oficerów piechoty. W 1925 został przesunięty na stanowisko dowódcy III batalionu, a później na stanowisko kwatermistrza. Z dniem 1 grudnia 1929 został zatwierdzony na stanowisku dowódcy II batalionu, detaszowanego w Toruniu. W czerwcu 1933 został przeniesiony z 67 pp do Korpusu Ochrony Pogranicza. Od września 1934 do października 1937 dowodził Batalionem KOP „Żytyń”. Na stopień podpułkownika został mianowany ze starszeństwem z 19 marca 1937 i 1. lokatą w korpusie oficerów piechoty. W 1939 pełnił służbę w Szkole Podchorążych Piechoty w Komorowie k. Ostrowi Mazowieckiej na stanowisku zastępcy komendanta do spraw gospodarczych.
4 lipca 2011 w Monitorze Sądowym i Gospodarczym nr 127 (3740) opublikowano ogłoszenie o wszczęciu postępowania o uznanie za zmarłego Ludwika Matyję, urodzonego 15 listopada 1890 r. w Krakowie lub Brzeżanach, syna Karola Matyi i Marii Matyi z domu Cennerman, ostatnio stale zamieszkałego w Wilnie na ulicy Czystej 19, żonatego, ppłk. Wojsk Polskich - Zastępcy Komendanta Szkoły Podchorążych Piechoty w Komorowie koło Ostrowi Mazowieckiej, zaginionego prawdopodobnie podczas mordu NKWD w maju 1940 w Starobielsku.

## Ordery i odznaczenia
- Krzyż Kawalerski Orderu Odrodzenia Polski – 10 listopada 1933 „za zasługi na polu wyszkolenia i administracji wojska”[24][25]
- Krzyż Walecznych[26][27]
- Złoty Krzyż Zasługi – 10 listopada 1928 „w uznaniu zasług położonych w poszczególnych działach pracy dla wojska”[28][29]
- Medal Niepodległości – 27 czerwca 1938 „za pracę w dziele odzyskania niepodległości”[30][b]
- Srebrny Medal Zasługi Wojskowej z mieczami na wstążce Krzyża Zasługi Wojskowej[33]
- Brązowy Medal Zasługi Wojskowej z mieczami na wstążce Krzyża Zasługi Wojskowej[33]
- Krzyż Pamiątkowy Mobilizacji 1912–1913[34]